# Clintonia

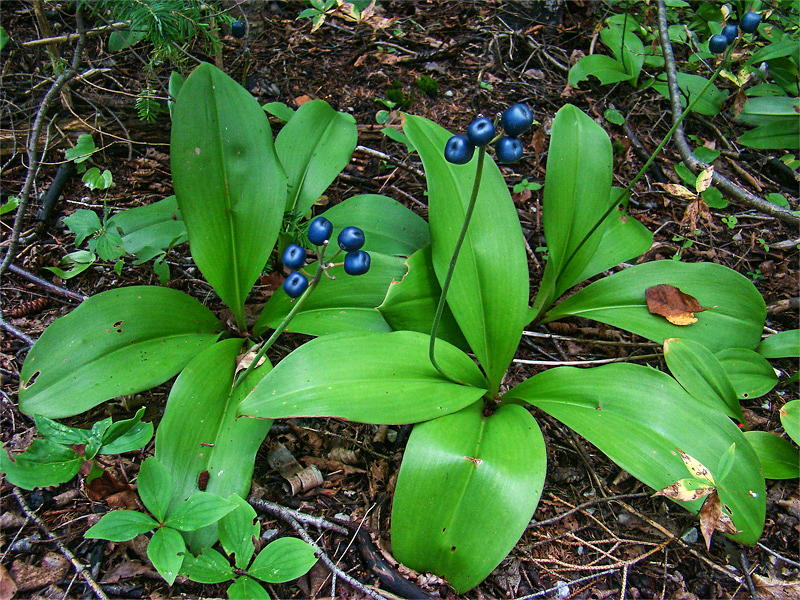
Owocujące Clintonia borealis

Clintonia Raf. – rodzaj wieloletnich, naziemnopączkowych roślin zielnych z rodziny liliowatych, obejmujący 5 gatunków występujących w tropikalnej i subtropikalnej Azji oraz w Ameryce Północnej. 
Nazwa naukowa rodzaju została nadana na cześć De Witta Clintona, szóstego gubernatora stanu Nowy Jork.

## Morfologia
Pęd podziemnyKłącze o długości 15–80 cm.
LiścieZ wierzchołka kłącza wyrasta od 2 do 6 liści odziomkowych, siedzących, tworzących pochwę liściową. Blaszki liściowe jajowate do odwrotnielancetowatych, całobrzegie, o wierzchołku ostrym do szczecinowatego. Liście łodygowe, o ile występują, ogonkowe.
KwiatyKwiaty drobne, zebrane od 1 do 45 w baldach lub grono, wyrastające na wzniesionym, często bezlistnym głąbiku. Okwiat pojedynczy, sześciolistkowy. Listki okwiatu wolne, jajowate do wąsko odwrotnielancetowatych, z obecnymi miodnikami. Pręciki osadzone u nasady listków okwiatu, o nitkowatych nitkach i podługowato-jajowatych do podługowato-równowąskich główkach. Zalążnia górna, dwu- lub trzykomorowa, jajowata do niemal cylindrycznej, naga. W każdej komorze zalążni powstaje od 2 do 10 zalążków. Szyjka słupka kolumnowata, bocznie spłaszczona, zakończona słabo dwu- lub trzyklapowym znamieniem. Szypułki nierówne, wydłużające się i wznoszące w okresie owocowania.
OwoceMetaliczno-niebieskie do czarnych, elipsoidalne do jajowatych jagody. W każdym owocu powstaje od 4 do 30 lśniąco-brązowych nasion.
GenetykaLiczba chromosomów 2n = 14.

## Systematyka
Pozycja rodzaju według Angiosperm Phylogeny Website (aktualizowany system APG IV z 2016)
Rodzaj zaliczany do podrodziny Lilioideae w rodzinie liliowatych Liliaceae, należącej do kladu liliowców w obrębie jednoliściennych.
Gatunki
- Clintonia andrewsiana Torr.
- Clintonia borealis (Aiton) Raf.
- Clintonia udensis Trautv. & C.A.Mey.
- Clintonia umbellulata (Michx.) Morong
- Clintonia uniflora (Menzies ex Schult. & Schult.f.) Kunth

## Zastosowania
Rośliny spożywczeMłode liście gatunków Clintonia borealis, C. udensis i C. umbellulata, zbierane wczesną wiosną, przed rozwinięciem, są spożywane na surowo lub po ugotowaniu. Mają smak przypominający owoce ogórka.
Rośliny leczniczeLiście Clintonia borealis wykazują działanie nasercowe i dezynfekujące. Okład z liści stosowany jest tradycyjnie na otwarte rany, oparzenia, owrzodzenia i skrofuły.